# 前39年
| 千纪： | 前1千纪 |
| 世纪： | 前2世纪 \| 前1世纪 \| 1世纪                                                                                |
| 年代： | 前60年代 \| 前50年代 \| 前40年代 \| 前30年代 \| 前20年代 \| 前10年代 \| 前0年代                            |
| 年份： | 前44年 \| 前43年 \| 前42年 \| 前41年 \| 前40年 \| 前39年 \| 前38年 \| 前37年 \| 前36年 \| 前35年 \| 前34年 |
| 纪年： | 西汉永光五年                                                                                               |

## 大事记
- 西汉废除太上皇、汉惠帝寝庙园
- 黄河在清河郡决口

## 出生
- 大茱莉亚，屋大维之女

## 逝世
- 冯奉世，西汉后期名将